# 친애적마양가
《친애적마양가》(亲爱的麻洋街)는 2020년 방송되었던 중국의 드라마이다.

## 줄거리
- 1984년 하계 올림픽이 한창일 때, 열여덟 살 이둥둥은 아버지의 고향인 광저우시로 이사한다. 이둥둥네 가족은 마양길에 도착하자마자 큰 사고를 내고, 신고식을 제대로 하게 된다. 이둥둥은 마샤오샤오에게 첫눈에 반하지만 마샤오샤오의 마음에는 어릴 때부터 함께 자란 어우샤오젠뿐이다. 이둥둥네가 이사 오면서 마양길에는 여섯 가족의 좌충우돌 이야기가 시작되는데...

## 등장 인물
- 쉬웨이저우 - 어우샤오젠 역
- 탄쑹윈 - 마효효 역
- 뉴쥔펑 - 이둥둥 역
- 천진 (陈瑾) - 우자래 역
- 사가 (史可) - 하오지라이 역
- 초강 (焦刚) - 역성리 역
- 공림 (孔琳) - 린지아하오 역
- 영원동 (宁文彤) - 량위안차오 역